# Instituto de Filosofia, Ciências Humanas e Sociais da Universidade Federal do Amazonas
O Instituto de Filosofia, Ciências Humanas e Sociais (IFCHS) é uma unidade de ensino, pesquisa e extensão da Universidade Federal do Amazonas (UFAM). Localiza-se no Campus Universitário Senador Arthur Virgílio Filho, Setor Norte, no bairro Coroado, em Manaus, capital do Amazonas. 
Criado em 6 de dezembro de 1974, o Instituto de Ciências Humanas e Letras (ICHL) foi uma das unidades acadêmicas mais antigas da Universidade Federal do Amazonas (UFAM), juntamente com a Faculdade de Educação (FACED) e Instituto de Ciências Exatas (ICE). O Instituto abriga 32 laboratórios, 265 professores, 32 técnicos administrativos e cerca de 2.429 estudantes.
Desde o dia 23 de fevereiro de 2017, o ICHL passou por  uma reestruturação pedagógica e administrativa (RPA) que culminou na criação de três novas unidades acadêmicas: a Faculdade de Informação e Comunicação (FIC), a Faculdade de Letras (FLet) e a Faculdade de Artes (FAARTES). Com isso, teve sua nomenclatura alterada para Instituto de Filosofia, Ciências Humanas e Sociais (IFCHS). Atualmente, abriga 6 departamentos, 6 cursos de graduação e 6 programas de pós-graduação:
| Graduação                            | Pós-graduação                              | Departamento                     |
| ------------------------------------ | ------------------------------------------ | -------------------------------- |
| -                                    | Antropologia Social (mestrado/doutorado)   | Departamento de Antropologia     |
| Ciências Sociais (bacharelado)       | -                                          | Departamento de Ciências Sociais |
| Filosofia (licenciatura)             | Filosofia (mestrado profissional)          | Departamento de Filosofia        |
| Geografia (licenciatura/bacharelado) | Geografia (mestrado/doutorado)             | Departamento de Geografia        |
| História (licenciatura)              | História (mestrado/doutorado)              | Departamento de História         |
| Serviço Social (bacharelado)         | Serviço Social (mestrado)                  | Departamento de Serviço Social   |
| -                                    | Sociedade e Cultura na Amazônia (mestrado) | -                                |